# Саволенка
Саволенка — село в Юхновском районе Калужской области России. Входит в состав сельского поселения «Деревня Колыхманово».

## География
Расположена на правобережье реки Угра.

## Население
| 2002 | 2010 |
| ---- | ---- |
| 45   | ↘35  |

## Образование
В селе имеется средняя общеобразовательная школа.

## Воинское захоронение
Слева от дороги из Юхнова в 500 м от села расположен памятник на братской могиле, появившейся в 1942 году. Памятник представляет собой широкую вертикально расположенную бетонную плиту с рисунком и надписью «Никто не забыт, Ничто не забыто. 1941—1945». Рядом расположены плиты с именами захороненных.

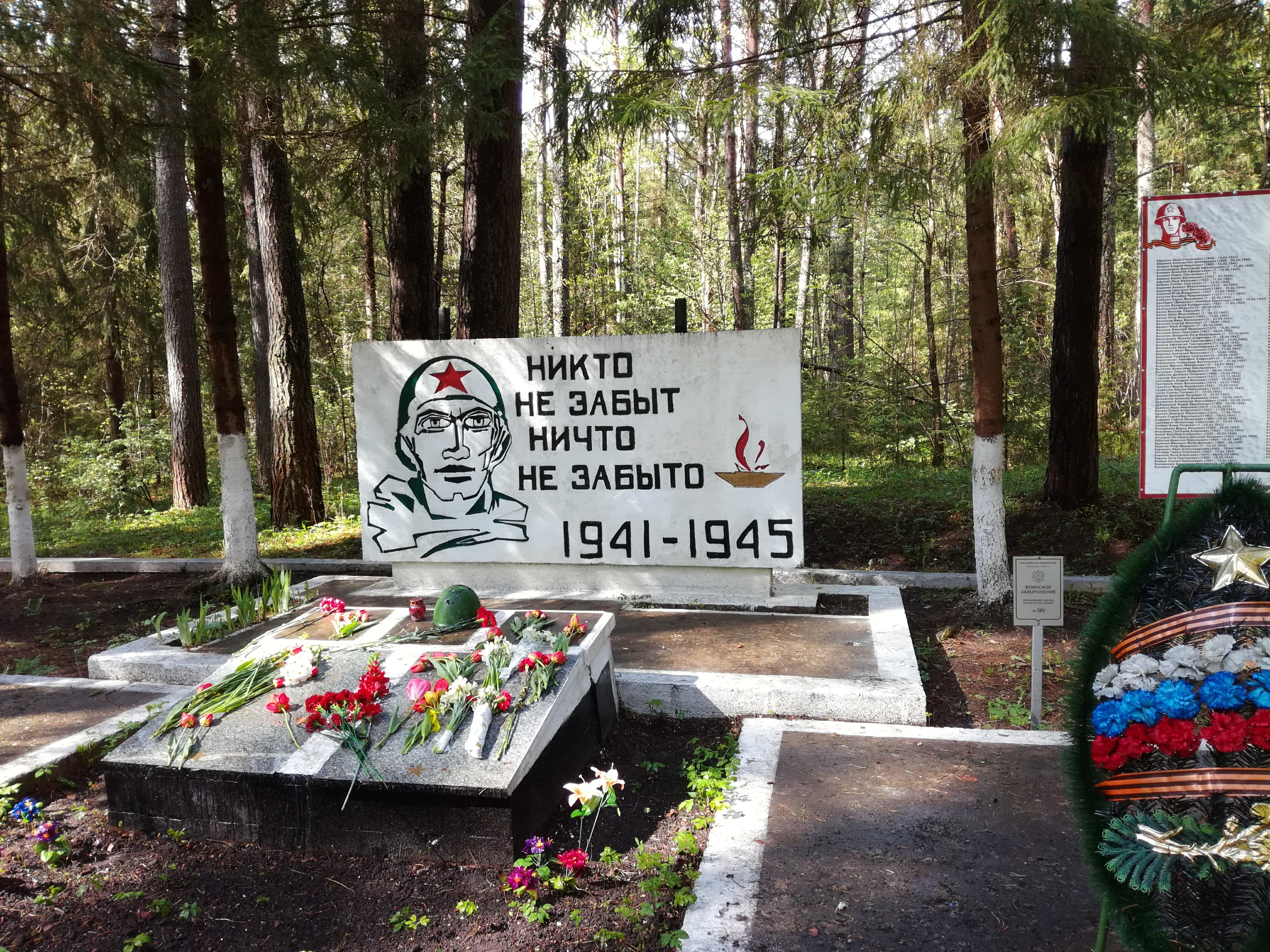
Братская могила в 2017 году